# Gherardo Starnina

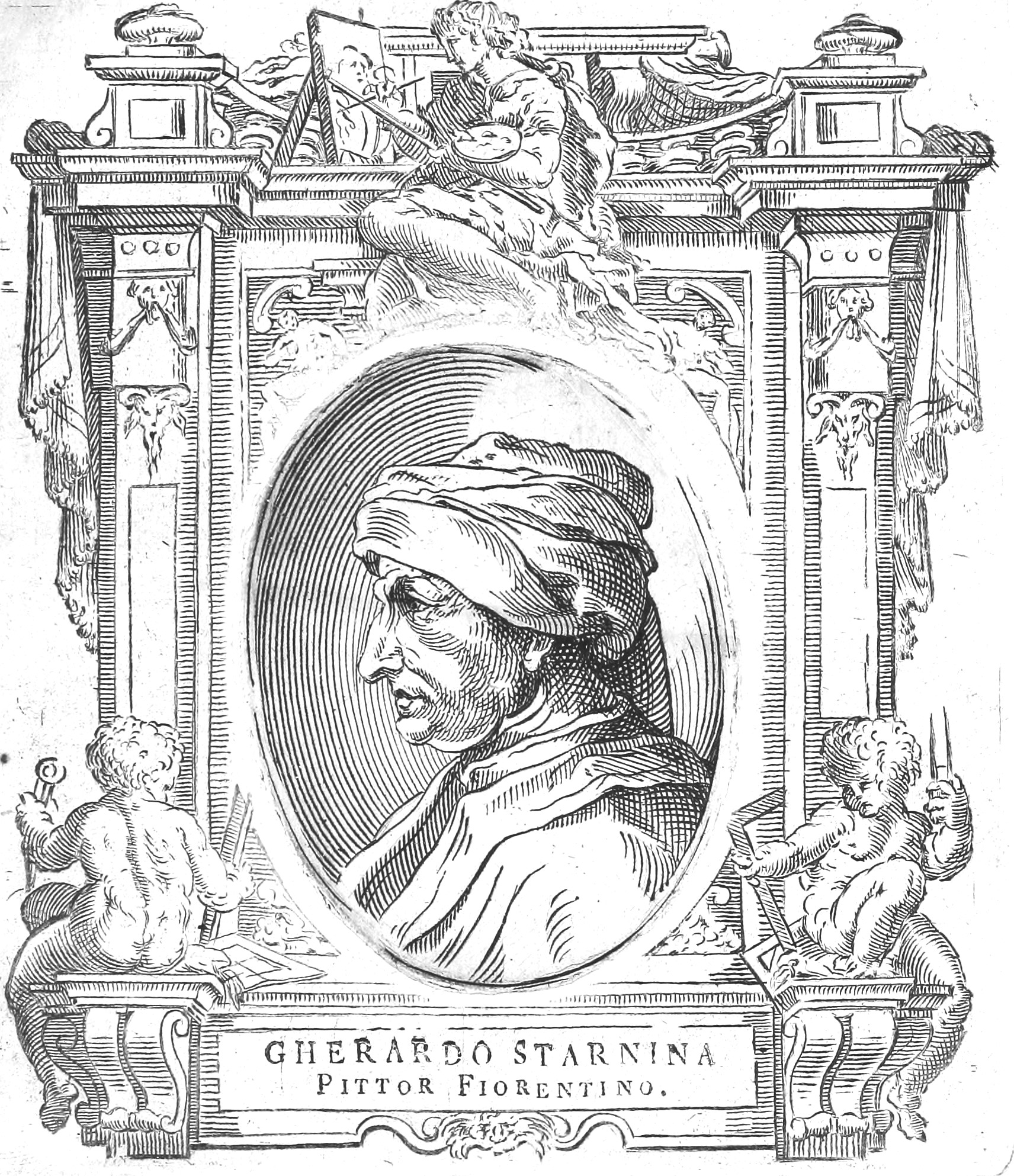
Gherardo Starnina in de Vite van Vasari

Gherardo Starnina (Florence, ca. 1360 – aldaar, 1413) of voluit Gherardo di Jacopo, detto lo Starnina was een Italiaans kunstschilder die schilderde in de stijl van de Internationale gotiek.

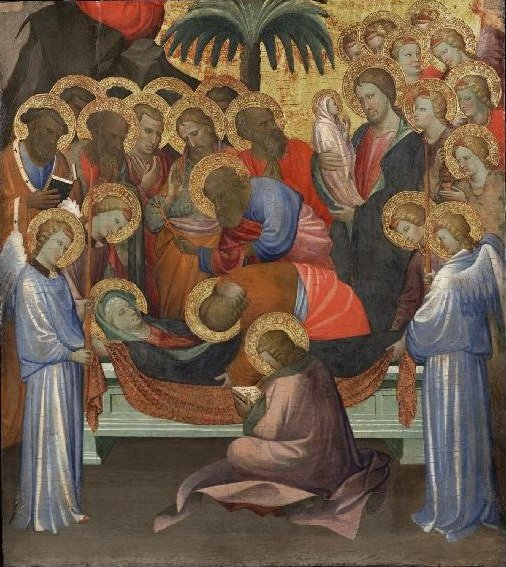
Ontslaping van de Maagd, 1404-08, Philadelphia Museum of Art

## Beschrijving door Vasari
Volgens de beschrijving door Vasari in zijn Vite zou hij geboren zijn in 1354 en stierf hij op zijn negenenveertigste, dus in 1403. Hij zou het vak geleerd hebben bij Antonio Veneziano en schilderde daarna in opdracht van Michele di Vanni een fresco cyclus over het leven van de heilige Antonius en verhalen over de heilige Nicolaas in de capella Castellani van de Santa Croce. Deze fresco’s worden nu toegeschreven aan Agnolo Gaddi bij wie Gherardo Starnina een deel van zijn opleiding kreeg. De fresco’s waren volgens Vasari zo prachtig dat hij door Michele di Vanni werd aanbevolen aan enkele Spanjaarden die toen in Florence verbleven. Die nodigden hem uit om in Spanje voor hun koning te komen werken want er was daar een groot tekort aan schilders. Hij kwam na enkele jaren terug als een welgesteld man en werd zeer goed ontvangen in Florence.

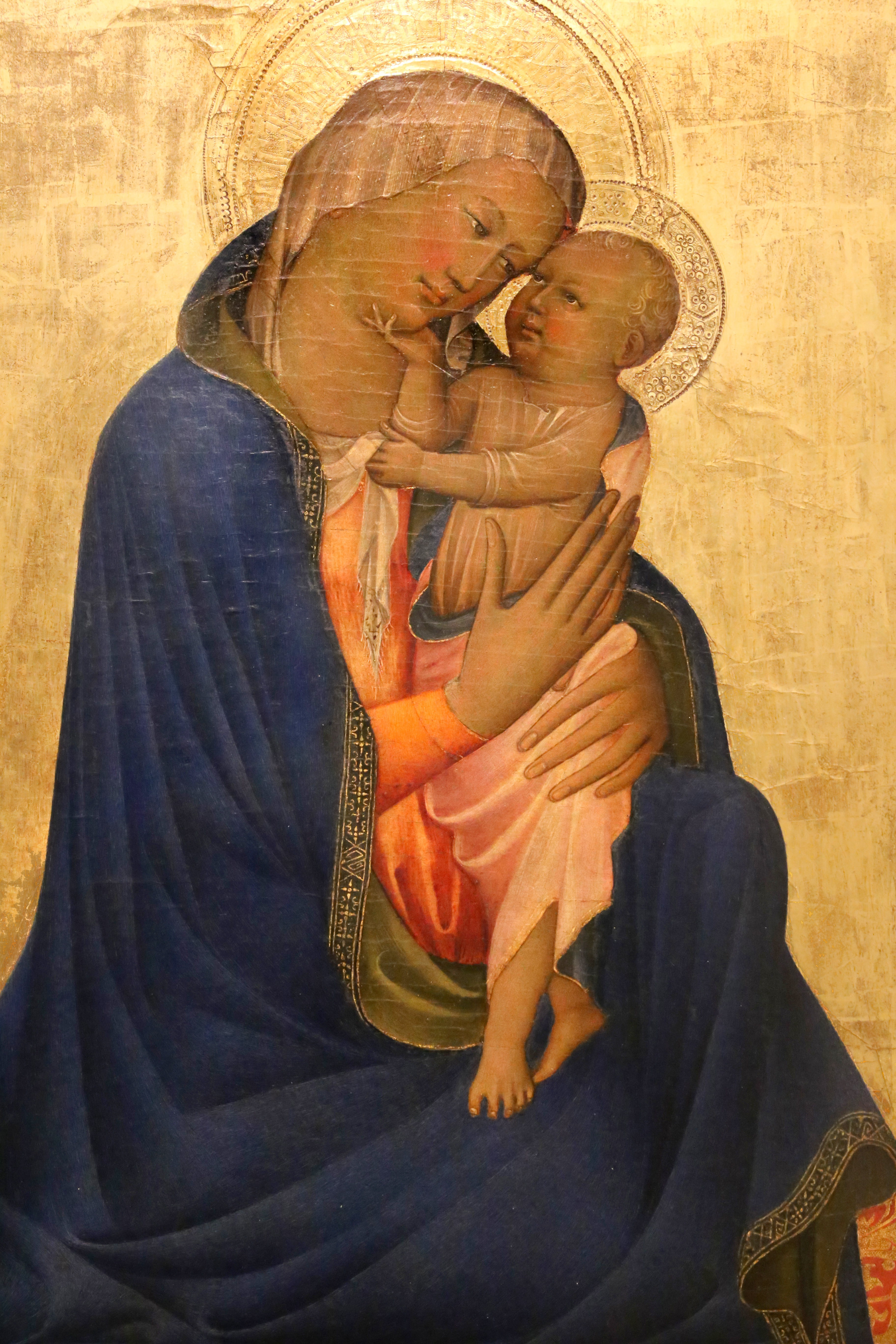
Madonna van nederigheid, ca. 1403, Uffizi

## Leven en werk

### Biografische elementen
Op basis van documenten, kan zijn activiteit gesitueerd worden tussen 1387 en 1409. In 1413 was hij zeker overleden omdat in een document van 28 oktober van dat jaar de erfenis van zijn dochters wordt behandeld. Zijn geboortedatum kennen we niet, tenzij van Vasari, maar in 1387 schreef hij zich in bij de corporatie van de schilders in de “Compagnia di San Luca”. Hij zal toen waarschijnlijk niet veel ouder dan 25 zijn geweest wat toelaat zijn geboortejaar te situeren rond 1360.

### Spanje
Vasari specifieerde niet voor welke koning hij ging werken in Spanje, maar wel dat eraan diens hof een tekort was aan goede schilders. Dit suggereert dat hij Castilië bedoelde want in Valencia en Catalonië was er zeker geen tekort aan goede kunstenaars. Zijn aanwezigheid in Toledo in 1393 wordt bevestigd door een ontvangstbewijs voor de betaling van werken in de kapel van de Verlosser, getekend door “Girado Jacobo Pintor de Florentina”. Deze Girado Jacobo wordt geïdentificeerd met Gherardo Starnina of Gherardo di Jacopo, detto lo Starnina zoals hij voluit wordt genoemd.
Exacte gegevens over zijn reis of reizen naar Spanje ontbreken. Het verhaal van zijn verblijf in Spanje wordt daarom gebaseerd op enkele documenten die zijn teruggevonden. Gedetailleerd onderzoek laat vermoeden dat hij eerst naar Valencia ging en pas daarna naar Toledo. Sommige onderzoekers denken dat hij voornamelijk in Castilië verbleef aan het hof van Johan I van Castilië, hoewel hiervoor geen documentaire bewijzen zijn.
Van Toledo ging Gherardo naar Valencia waar hij op 22 juni 1395 vermeld werd op een ontvangstbewijs als “Gerardus Jacobi pictor civis valentie”. In dat zelfde jaar tekende hij twee andere documenten maar telkens met “pictor civis florentie”. In 1398 schilderde hij in Valencia een retabel voor de kerk van San Agostino en muurschilderingen op het graf van de koopman Guglielmo Costa in het klooster van de franciscanen. Al deze werken zijn verloren gegaan. In 1401 wordt hij voor het laatst vermeld In Valencia als hij met Marçal de Sas en Pere Nicolau de versieringen creëerde die voorzien waren voor de intrede van Martinus I, de koning van Aragon.

### Florence
Kort daarna keerde hij terug naar Florence waar hij fresco’s schilderde in de capella di San Girolamo in de kerk van Santa Maria del Carmine. Hij versierde de kapel met beelden uit het leven van de heilige. Dat werk was voltooid op 2 oktober 1404, maar er zijn maar een paar fracties van bewaard gebleven. Die worden wel gebruikt als basis om andere werken aan Gherardo toe te schrijven. In 1406 kreeg hij van de stad de opdracht om een San Dionigi met twee engelen te schilderen op de gevel van het Palazzo di Parte Guelfa, ter herinnering van de val van Pisa. Onder de heilige schilderde hij een zicht op Pisa.
Zijn laatste gedocumenteerde werk, zijn de fresco’s voor de capella della Compagnia della Nunziata in San Stefano a Empoli waarvan vandaag nog enkele fragmenten worden bewaard in het Museo della collegiata (Paolucci).

## Andere schilders
Gherardo Starnina wordt door een groot aantal experts geïdentificeerd met een anonieme Italiaanse schilder met de noodnaam il Maestro del Bambino Vispo (de meester van het levendige Kind).
Op basis van stijlkenmerken wordt aangenomen dat Lorenzo Monaco en Masolino da Panicale werden beïnvloed door Gherardo Starnina. Zij verbreidden de stijl van de internationale gotiek die Gherardo meebracht van Spanje in Italië.
- Bibliothèque nationale de France: cb119857072 (data)
- Catàleg d'autoritats de noms i títols de Catalunya: 981058614701706706
- Digitale Bibliotheek voor de Nederlandse Letteren: star049
- Gemeinsame Normdatei: 118616854
- International Standard Name Identifier: 0000 0000 2362 9670
- KulturNav: abcd702f-6ab6-42f3-a725-4a8ee2297f5c
- Library of Congress Control Number: n84036759
- Nationale Bibliotheek van Israël: 987007277337605171
- Nederlandse Thesaurus van Auteursnamen: 071649964
- RKD-Nederlands Instituut voor Kunstgeschiedenis: 74734
- Système universitaire de documentation: 252855116
- Union List of Artist Names: 500004586
- Virtual International Authority File: 69722558
- WorldCat: E39PCjGTjwWyMDy9mjyqHqPgfC